# Melodorum zippelii
Melodorum zippelii är en kirimojaväxtart som först beskrevs av Pieter Willem Korthals, och fick sitt nu gällande namn av Friedrich Anton Wilhelm Miquel. Melodorum zippelii ingår i släktet Melodorum och familjen kirimojaväxter. Inga underarter finns listade i Catalogue of Life.